# Affoltern im Emmental
Affoltern im Emmental (toponimo tedesco) è un comune svizzero di 1 133 abitanti del Canton Berna, nella regione dell'Emmental-Alta Argovia (circondario dell'Emmental).

## Monumenti e luoghi d'interesse
- Chiesa riformata (già di San Michele), eretta nel 1275[1].

## Società

### Evoluzione demografica
L'evoluzione demografica è riportata nella seguente tabella:
Abitanti censiti

## Geografia antropica

### Frazioni
- Eggerdingen
- Eggviertel
- Häusernmoos-Waltrigen
- Heiligenland
- Kirchbühl
- Weier-Schweikhof

## Infrastrutture e trasporti

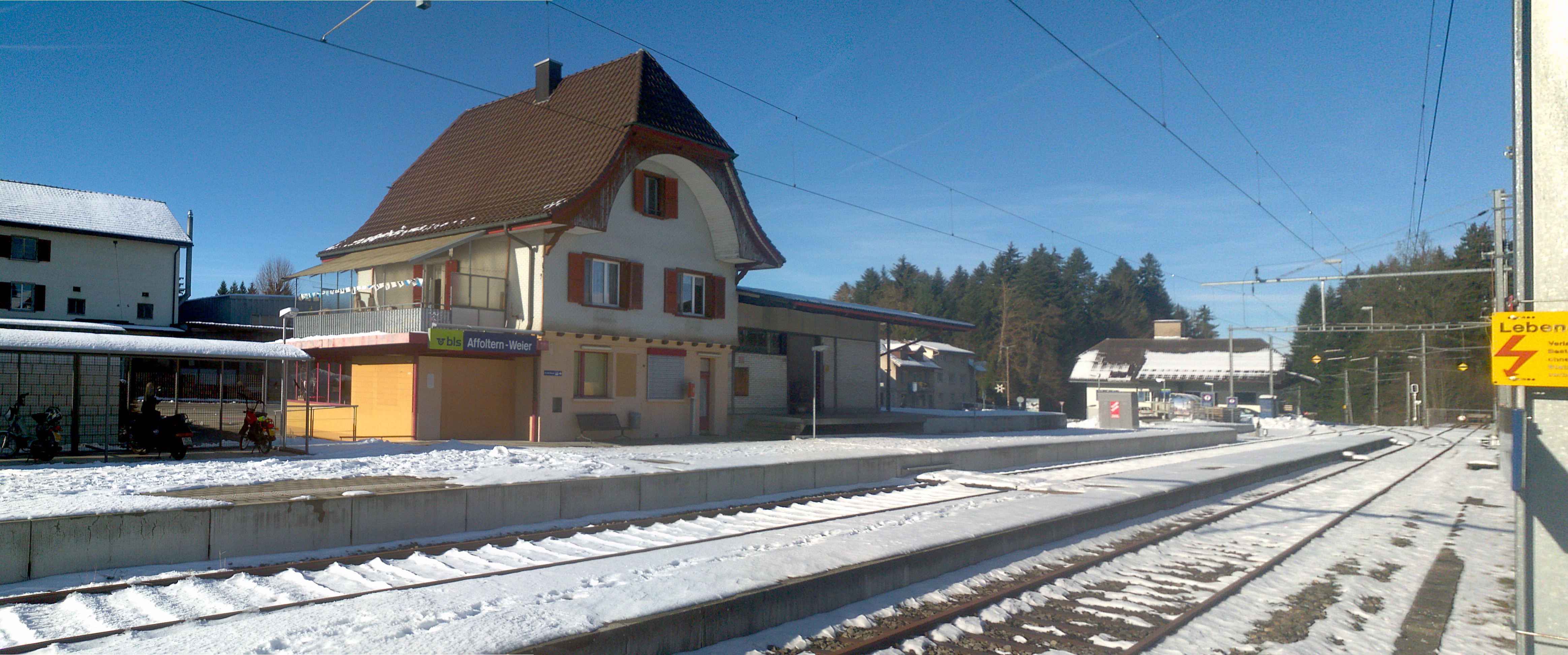
La stazione di Affoltern im Emmental

Affoltern im Emmental è servito dall'omonima stazione sulla ferrovia Ramsei-Huttwil.

## Amministrazione
Ogni famiglia originaria del luogo fa parte del cosiddetto comune patriziale e ha la responsabilità della manutenzione di ogni bene ricadente all'interno dei confini del comune.